# Mefodie Rață
Mefodie Rață (n. 1 octombrie 1935 – d. 12 august 2013) a fost un matematician moldovean, care a fost ales ca membru corespondent al Academiei de Științe a Moldovei.
A fost doctor habilitat în matematică. În anul 2002, Mefodie Rață a primit Premiul „Academicianul Constantin Sibirschi”, în scopul stimulării cercetărilor științifice în domeniul matematicii în Republica Moldova.